# Club Dōshi
El Dōshi Seisha (同志政社?   «Asociación de Pensadores») era un partido político en Japón que existió durante la era Meiji.

## Historia
El partido fue establecido en diciembre de 1892 por 14 diputados que habían abandonado el Partido Liberal después de que su líder, Hoshi Tōru, fuera acusado de corrupción. Inicialmente fue nombrado como Club Dōshi (同志倶楽部 Dōshi Kurabu?), pero pasó a llamarse Dōshi Seisha después de convertirse en una asociación política.
Ganó 18 escaños en las elecciones de marzo de 1894. En mayo de ese año se fusionó con el Dōmei Seisha para formar el Rikken Kakushintō.